# Postamt Berlin SO 36
Das ehemalige Postamt Berlin SO 36 im Gebäudekomplex Skalitzer Straße 85–86 im Berliner Ortsteil Kreuzberg ist ein gelistetes Baudenkmal.

## Geschichte
Das Postamt erhielt seine Bezeichnung nach der Lage im Berliner Postzustellbezirk Südost 36, der neben dem Kreuzberger Teil noch einen Teil von Mitte und Alt-Treptow umfasste. Nach Einführung der bis zu vierstelligen Postleitzahlen in der Bundesrepublik Deutschland und West-Berlin im Jahr 1962 und bis zur Einführung der fünfstelligen Postleitzahlen im wiedervereinigten Deutschland 1993 hatte SO 36 die Anschrift „1 Berlin 36“ bzw. ab den 1970er Jahren „1000 Berlin 36“. Der andere Teil von Kreuzberg wurde mit „1000 Berlin 61“ nummeriert. Seit 1993 führt das ehemalige Berlin 36 die Postleitzahlen 10997 und 10999.

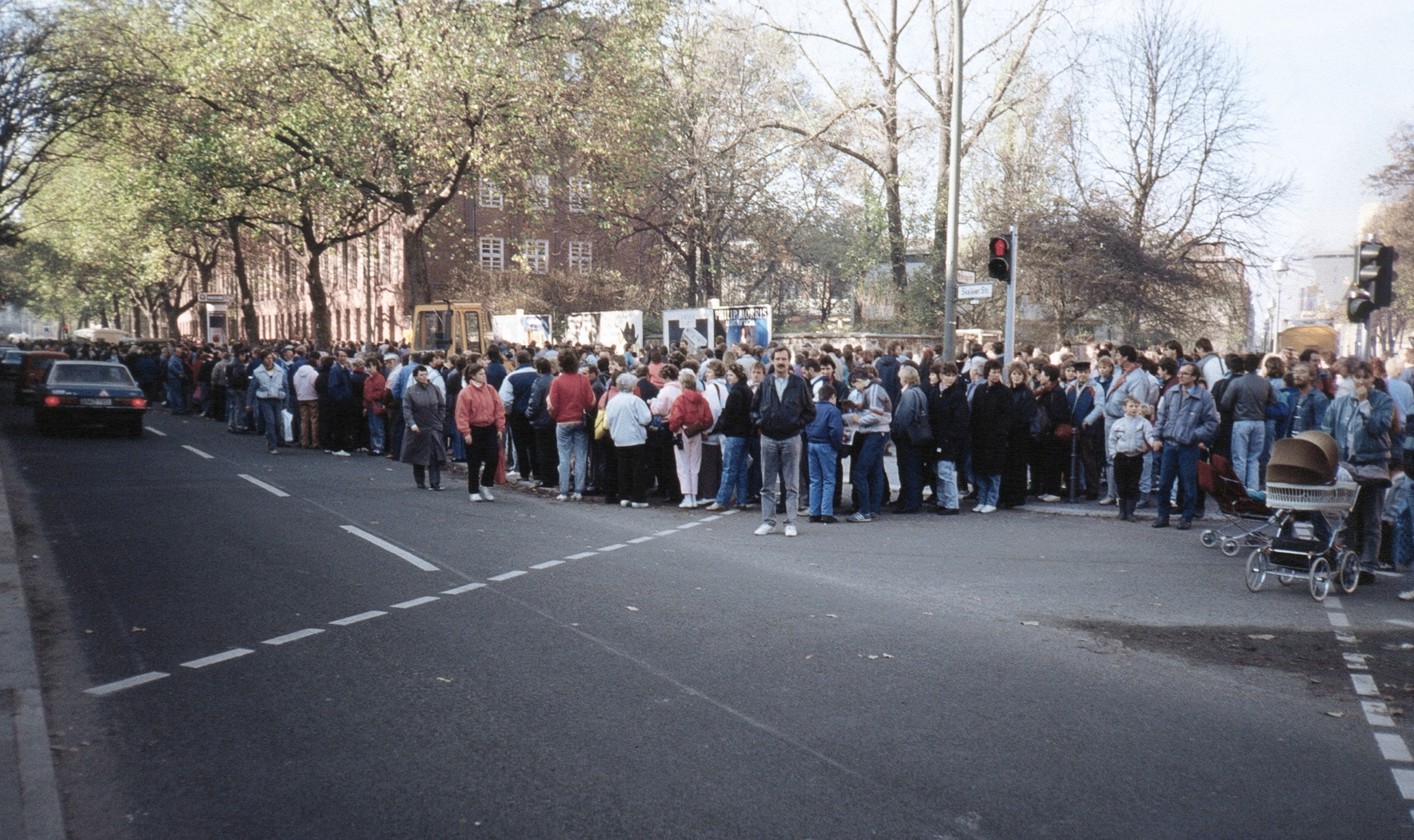
DDR-Bürger beim Schlangestehen für das Begrüßungsgeld am Postamt Berlin SO 36, 11. November 1989

Berlin SO 36 bezeichnet auch heute noch im Sprachgebrauch diesen kleineren Teil Kreuzbergs, der als Ortslage im Westen vom inzwischen zugeschütteten Luisenstädtischen Kanal und im Süden vom Landwehrkanal begrenzt wird.
Von 1961 bis 1990 war das Postrevier durch die Berliner Mauer von den damaligen Stadtbezirken Mitte, Friedrichshain und Treptow getrennt. An der Oberbaumbrücke befand sich eine Grenzübergangsstelle. Durch die Mauer entwickelte sich hier eine gewisse Idylle – die Mauer begrenzte den Zustellbezirk im Norden, im Osten floss die Spree, im Süden lag der Landwehrkanal. Nach der Öffnung der Mauer konnten Bürger der DDR im Postamt SO 36 das Begrüßungsgeld erhalten.
Wie alle noch bestehenden früheren Postämter firmierte es lange Zeit als Finanzcenter der Postbank, mittlerweile ist es geschlossen (Stand 2022).

## Standorte und Filialen
Die Postexpedition 36 wurde am 30. Dezember 1867 am Görlitzer Bahnhof eingerichtet. Am 1. Juli 1875 wurde der Postbezirk in S.O. 36 umbenannt. Außerdem gab es eine Filiale in der Wiener Straße, die jedenfalls 1907 bereits existierte.
Das neue, allseitig freistehende Postgebäude in der Skalitzer Str. 86–92 wurde in der Zwischenkriegszeit (1925–1927) nach einem Vorentwurf von Postbaurat Jacob in der Luisenstadt nach Plänen und unter Leitung von Oberpostbaurat Fritz Nissle (1889–1977) auf einem ehemaligen Exerzierplatz errichtet. Das Postamt ist ein größeres verklinkertes Backstein-Bauwerk, das sich an der Hochbahn an der Skalitzer Straße zwischen den U-Bahnhöfen Görlitzer Bahnhof und Schlesisches Tor befindet. Auch nach Eröffnung des neuen Postamtes wurde die Filiale in der Wiener Straße noch bis in die 1950er Jahre genutzt. Das Postamt im Görlitzer Bahnhof stellte seine Tätigkeit beim Kriegsende 1945 ein.

## Architektur

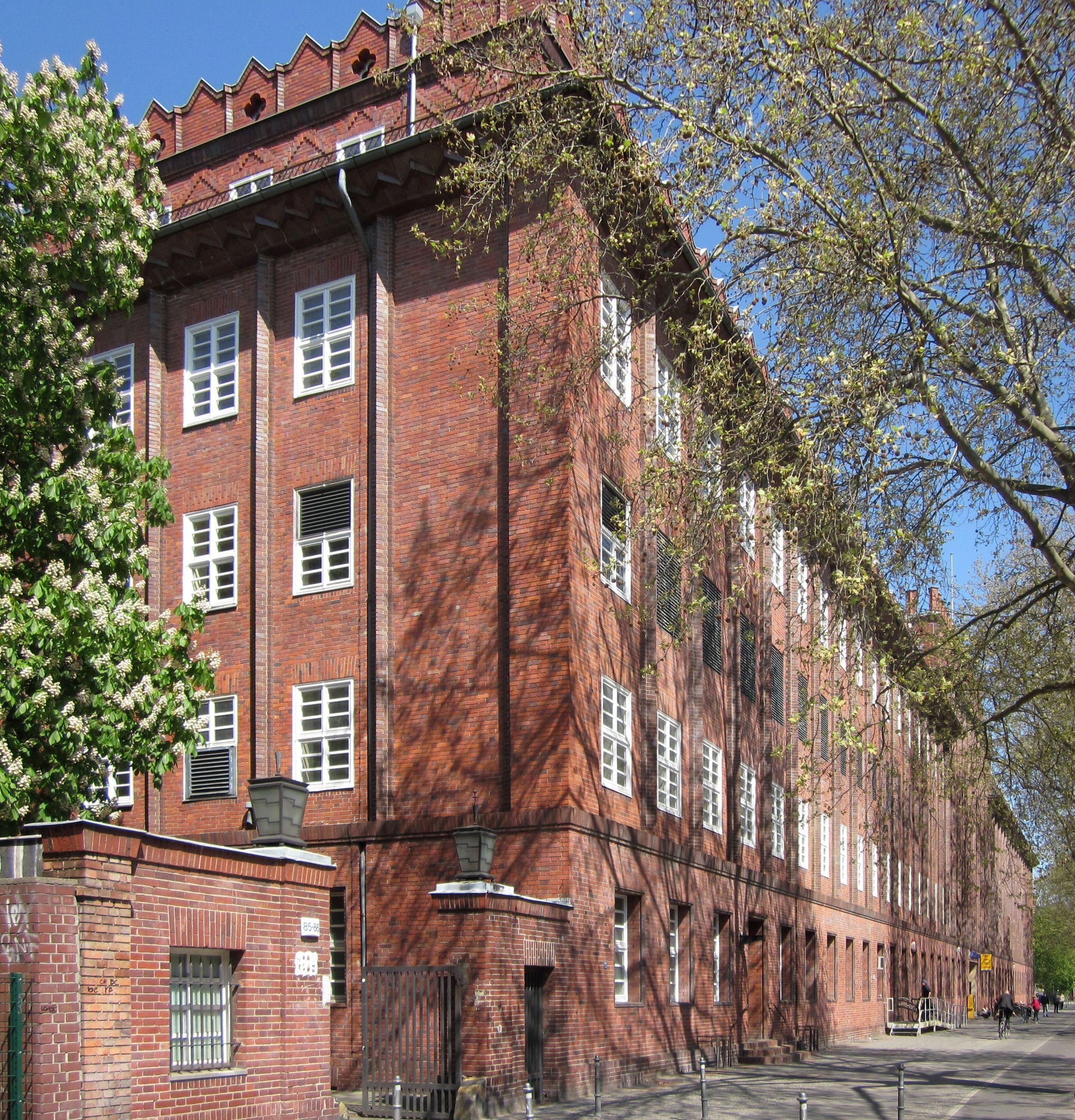
Seitlicher Blick auf die Fassade (Blickrichtung Nordosten)

Das langgestreckte fünfetagige Bauwerk mit seinem Trakt an der Skalitzer Straße wird dem Baustil des Backsteinexpressionismus zugeordnet, bautechnisch ist es ein Stahlbetonskelettbau. Das bauliche Zentrum, zugleich der Haupteingang, ist durch einen breiten Mittelrisaliten betont. Lisenen, Zackenfriese und ein zurückgesetztes Attikageschoss mit Zinnenbekrönung bilden eine reichhaltige bauliche Gliederung. Wegen seiner unverputzt gelassenen Fassade ist es auch als „Rotes Schloss im Südosten“ bekannt.
Erwähnenswert ist die rückseitig eingebaute große Schalterhalle mit polygonalem Grundriss, die nach Plänen von Fritz Borchert reich dekoriert war. Bei Innenarbeiten im Jahr 1976 wurden die Schmuckelemente in der Halle entfernt. Das Verwaltungsgebäude wird durch ein Mittelflursystem erschlossen.
Die anfängliche umfangreiche keramische Bauplastik, die vom Bildhauer Felix Kupsch gefertigt worden war, ist teilweise im Krieg und dann bei späteren Baumaßnahmen verloren gegangen.